# Minneapolis Armory

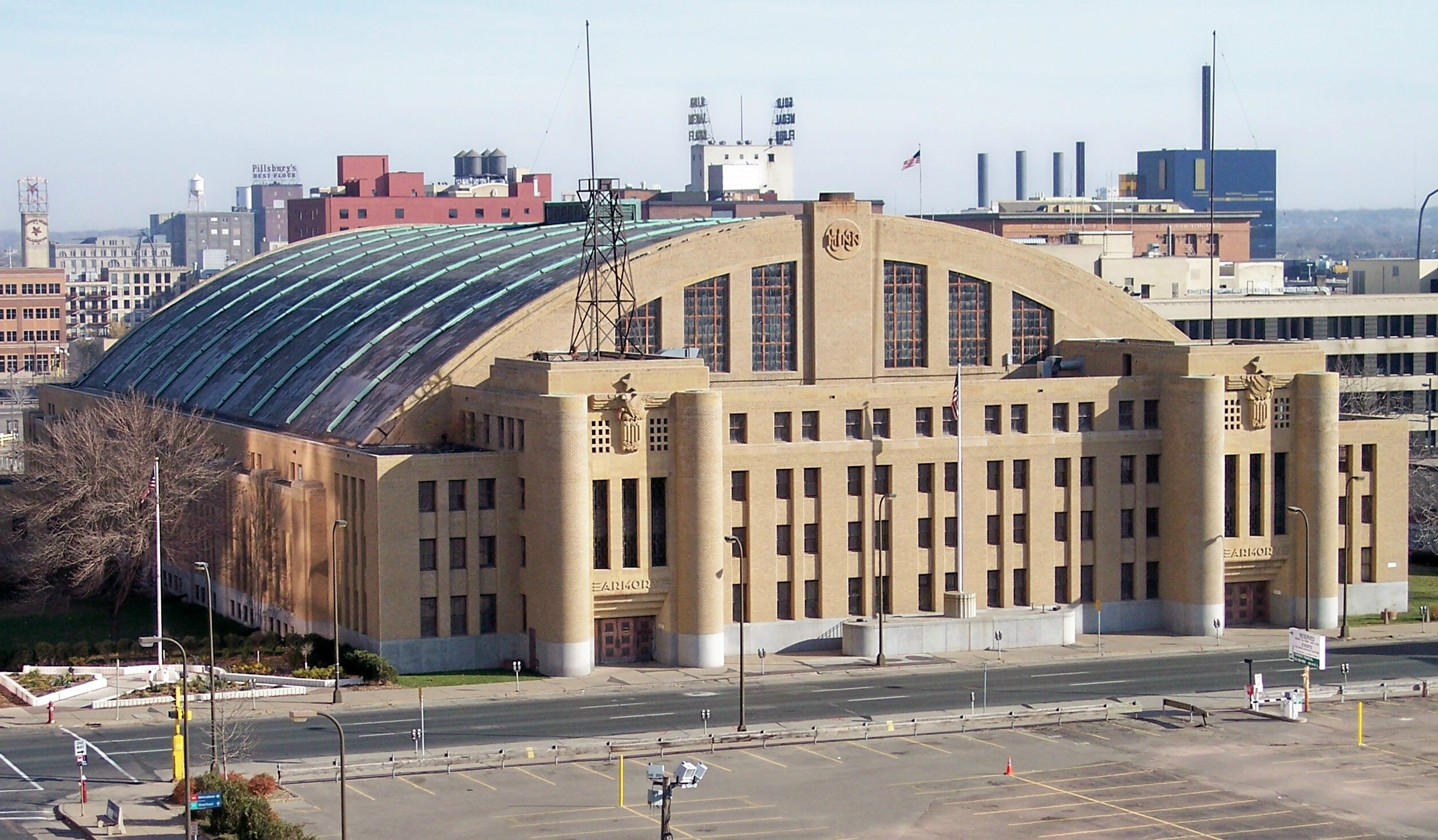
Minneapolis Armory (2006)

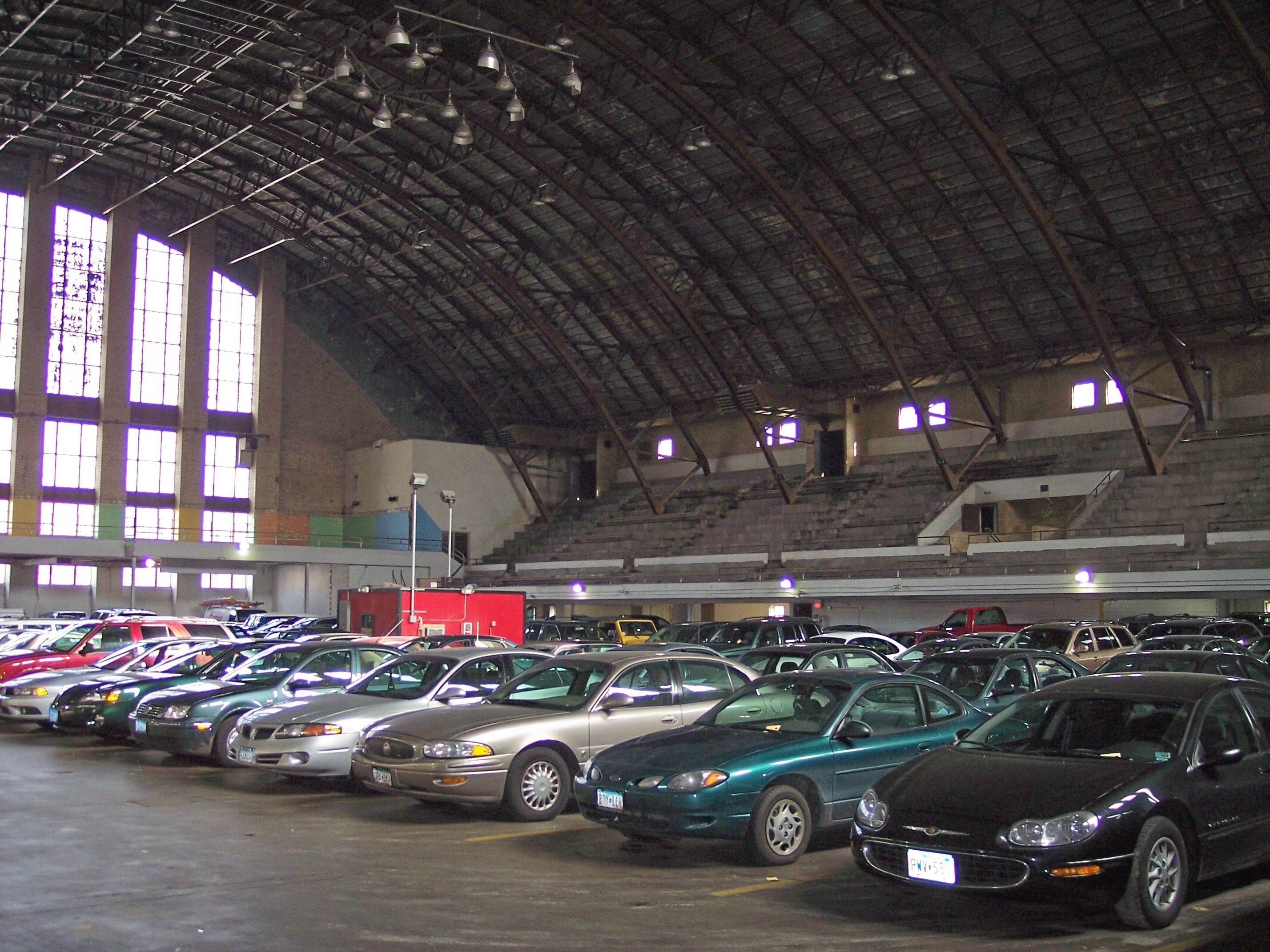
Innenansicht des Minneapolis Armory

Das Minneapolis Armory ist eine ehemalige Einrichtung der US-Nationalgarde im Stadtzentrum von Minneapolis, Minnesota. Das Gebäude wurde 1936 fertiggestellt und befindet sich seit 1985 im National Register of Historic Places.
Der Bau des Minneapolis Armory war ein Projekt der Public Works Administration innerhalb des New-Deal-Programms von Franklin D. Roosevelt. Mit Baukosten von knapp 800.000 US-Dollar war es das teuerste PWA-Projekt in Minnesota. Das 24 Meter hohe Gebäude wurde von dem aus St. Paul stammenden Architekten P.C. Bettenburg im Stil der Streamline-Moderne entworfen. Neben der Nutzung zu Lagerzwecken wurde es in Spitzenzeiten von über 27 Einheiten als Ausbildungs- und Erholungsstätte genutzt.
Seit dem Ende der 1930er Jahre bis in die 1970er Jahre wurde das Gebäude auch als Ort für zivile Veranstaltungen wie Konzerte, Parteiveranstaltungen und Sportevents genutzt. Die Minneapolis Lakers trugen zwischen 1948 und 1959 vereinzelt, in der Saison 1959/60 alle ihrer Heimspiele im Minneapolis Armory aus.
Die Nationalgarde nutzte das Gebäude bis 1980. Im Jahr 1989 kaufte es der Hennepin County für 4,7 Millionen US-Dollar. Es bestanden Pläne, das alte Gebäude abzureißen und dort ein neues County-Gefängnis einzurichten. Die Minnesota Historical Society setzte im Januar 1993 vor dem Minnesota Supreme Court durch, den Abriss des historischen Gebäudes zu stoppen. Nachdem verschiedene Pläne über die weitere Nutzung verworfen worden waren, verkaufte der Hennepin County 1998 das Gebäude für 2,6 Millionen Dollar an ein privates Unternehmen, um darin ein Parkhaus einzurichten. Als Auflage musste der Käufer zustimmen, dass die historische Substanz erhalten bleibt und die County-Verwaltung einen Veterans Memorial Garden einrichten darf.